# Волтер Севідж Лендор

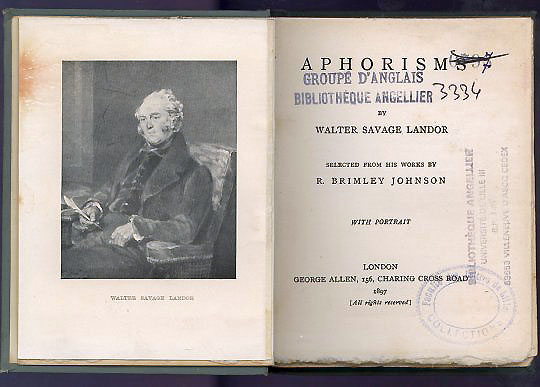

Волтер Севідж Лендор (англ. Walter Savage Landor; (30 січня 1775 , Ворик  — 17 вересня 1864 , Флоренція )) — англійський поет, який писав з однаковою досконалістю як англійською, так і латиною. Дядько художника Генрі Севіджа Лендера.

## Життєпис
Народився 30 січня 1775 у графстві Ворікшир. У літературі дебютував у двадцятирічному віці збіркою поезій The poems of W. S. Landor; в той же час з'явився його анонімний памфлет Moral Epistle, респектульно dedicated to Earl Stanhope. У цих перших творах далася взнаки надзвичайна сила вірша Лендора і його великий сатиричний талант.
У 1798 з'явилася одна з кращих поем Лендера Gebir, незабаром видана ним також в латинському перекладі, яка, на думку низки критиків, не поступалася оригіналу.
У 1808 поет волонтером на чолі загону, спорядженого ним же, вирушив на війну Іспанії проти Наполеона, але через три місяці повернувся розчарований у своїх войовничих задумах, що виніс з кампанії матеріал для трагедії Count Julian («Граф Джуліан», 1812), яку Алджернон Чарльз Суїнберг вважав найвищим поетичним твором епохи між «Самсоном-борцем» Мільтона та «Звільненим Прометеєм» Шеллі. Трагедія малює муки самотності людини з високою душею. Стиль поеми сповнений мільтонівської величі та спокійної краси.
У 1821 оселився у Флоренції. З 1824 стали з'являтися окремі частини його Imaginary Conversations, закінчені в 1846. У проміжок між ними з'явилися Pericles and Aspasia, Pentameron, Poemata et Inscriptiones (латиною) і один з найдосконаліших його творів - The Hellenics (1847). Пізніше було видано The Last Fruit off an Old Tree, Antony a. Octavius, Scenes for the Study, Dry Sticks fagoted by W. S. L., Heroic Idyls та ін.
Наприкінці XIX — на початку XX століття літературний критик Зінаїда Опанасівна Венгерова на сторінках Енциклопедичного словника Брокгауза та Єфрона так описувала творчість Лендора: «За силою поетичного таланту Л. належить до плеяди великих поетів, які прославили Англію початку століття. Разом із Байроном та Шеллі він був співаком свободи; але ще ближче він стоїть до Кітса, автора «Гіперіона». Разом з Кітсом Л. — представник неоеллінізму в англійській поезії, проповідник повернення до класичних форм та античної простоти. "Imaginary Conversations" - переробка Лукіанівських діалогів, в які Л. з великим мистецтвом влив сучасний зміст. Мова Л. в поезії та прозі, англійської та латинської, вважається зразковою. Його описи кольорів вражають своєю красою».
Помер 17 вересня 1864 у Флоренції і похований на місцевому Англійському цвинтарі.